# Pontocythere littoralis
Pontocythere littoralis is een mosselkreeftjessoort uit de familie van de Cushmanideidae. De wetenschappelijke naam van de soort is voor het eerst geldig gepubliceerd in 1985 door Zhao.